# Micrognathus
Micrognathus es un género de peces singnatiformes de la familia Syngnathidae.

## Especies
Se reconocen las siguientes especies:
- Micrognathus andersonii
- Micrognathus brevirostris
- Micrognathus crinitus
- Micrognathus erugatus
- Micrognathus micronotopterus
- Micrognathus natans